# 孫基
孫 基（そん き、生没年不詳）は、中国三国時代の呉の皇族。祖父は孫権。父は孫覇。揚州呉郡富春県の人。

## 生涯
五鳳年間に呉侯に封じられた。
皇帝の孫亮に近侍していたが、太平2年（257年）、御馬を盗んだ罪で獄に下された。その罪は死刑に該当したが、孫亮と侍中の刁玄とは孫基を助命したいと願い、議論の末に刁玄の提案通り、宮中の範囲内で恩赦を下し、孫基を免罪とすることで落着した。
孫皓が皇帝に即位すると、孫基と弟の孫壱は爵位・領国を削られ、会稽郡烏傷県に流罪に処された。孫皓の父の孫和と、孫基・孫壱の父の孫覇が後継者争い（二宮事件）で対立した因縁に起因する。